# Douglas Ewart
Douglas R. Ewart (* 1946 in Kingston, Jamaika) ist ein US-amerikanischer Jazz-Multiinstrumentalist (Flöten, Saxophone, Klarinetten, Fagott, Didgeridoo, Perkussion, Regenmacher, Gesang), Komponist, Musikpädagoge und Instrumentenbauer.

## Leben und Wirken
Douglas Ewart entwickelte schon als Kind eine Leidenschaft für Mobiles und selbstgefertigte Musikinstrumente, wie Bambusflöten oder Handtrommeln. 1963 emigrierte er in die Vereinigten Staaten und absolvierte bis 1967 eine Ausbildung als Schneider, anschließend studierte er Musiktheorie, Komposition, Saxophon und Klarinette an der Musikschule des AACM. Zu seinen Lehrern zählten Muhal Richard Abrams, Roscoe Mitchell und Joseph Jarman, die wichtige Mentoren für seine musikalische Entwicklung wurden. Ewart, der später Vorsitzender des AACM und Musikpädagoge an dessen Einrichtungen wurde, unterrichtete u. a. außerdem am Contemporary Art Center (New Orleans), der School of the Art Institute of Chicago, am Field Museum of Natural History (Chicago), am DuSable Museum of African-American Art (Chicago), der University of Illinois, Norfolk State University und am National Museum of American History in Washington, DC.
Er trat u. a. mit Muhal Richard Abrams, George Lewis, Anthony Braxton, Henry Threadgill, Mwata Bowden und Wadada Leo Smith auf. Ewart gründete 1983 sein Label Arawak Records, auf dem seine Alben Red Hills, Banboo Meditations at Banff und die Suite Bamboo Forest erschienen. 1987 wurde Ewart mit dem Creative Arts Fellowship der Japan-U.S. Friendship Commission ausgezeichnet und erhielt ein Stipendium, um ein Jahr in Japan Bauweise und Spiel der Shakuhachi Flöte zu studieren.
Seine Kompositionen Red Hills und  Migration of Whales wurden von einem Klarinetten-Ensemble aus Don Byron, Anthony Braxton, Edward Wilkerson, Roscoe Mitchell und Henry Threadgill aufgeführt. Seine Komposition Ewartology steht in der Spiritual-Tradition von Charles Mingus’ Wednesday Night Prayer Meeting. Er wirkte außerdem bei Aufnahmen von Chico Freeman (Morning Prayer, 1976), George Lewis (Shadowgraph 5, 1977), Dennis González (Namesake, 1987) und Roscoe Mitchell (1978) mit.
2019 erhielt er die Musgrave-Medaille in Silber zugesprochen.

## Diskographische Hinweise
- George Lewis  / Douglas Ewart  – Jila - Save ! Mon. - The Imaginary Suite (Black Saint, 1979)
- Douglas Ewart and Inventions Clarinet Choir – Angles Of Entrance (Arawak, 1998)
- Douglas Ewart – Songs of Sunlife. Inside The Didjeridu (Innova Recordings, 2003), mit Adam Lane und Stephen Goldstein
- Wadada Leo Smith, Douglas Ewart, Mike Reed: Sun Beans of Shimmering Light (2021)